# William Ellery
William Ellery, né le 22 décembre 1727, mort le 15 février 1820, fut un signataire de la déclaration d'indépendance des États-Unis en tant que représentant du Rhode Island.

## Biographie
Fils de William Ellery, il nait le 22 décembre 1727 à Newport (Rhode Island). Il travaille d'abord comme marchand, puis comme collecteur douanier et finalement comme employé de bureau à l'Assemblée Générale du Rhode Island. Il commence la pratique de la loi en 1770. Il était actif dans l'organisation des Fils de la Liberté du Rhode Island et remplace Samuel Ward, décédé, au Congrès continental en 1776. Il devient Juge à la Cour suprême du Rhode Island et un militant abolitionniste. Il est le premier collecteur des douanes du port de Newport (Rhode Island) conformément à la Constitution, exerçant cette fonction jusqu'à sa mort en 1820. Ellery est enterré au Common Burying Ground and Island Cemetery. Il fait partie des 56 signataires de la Déclaration d'indépendance des États-Unis.

## Descendance et héritage

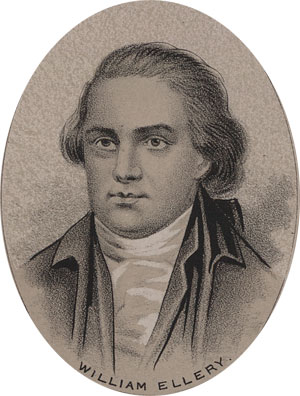
William Ellery par le graveur Ole Erekson

Parmi ses descendants, on peut citer William Ellery Channing, Richard Henry Dana Junior, Edie Sedgwick et l'actrice Kyra Sedgwick. Ellery Avenue, à Middletown (Rhode Island) est nommée en son honneur.

## Source
- (en) Cet article est partiellement ou en totalité issu de l’article de Wikipédia en anglais intitulé « William Ellery » (voir la liste des auteurs).